# ドラッグマスターファイル
ドラッグマスターファイル（DMF; Drug Master File）は、原薬の製造関連情報に関する材料、製造、加工、包装、保管、品質などのデータをあらかじめ審査当局に登録しておく制度のことである。単にマスターファイル或いは原薬等登録原簿、医薬品等登録原簿とも呼ばれる。

## 概要
新薬の承認申請において当局の審査及び査察の参考資料とするための制度で、日本では2005年4月から改正薬事法の施行に伴って新たに導入された。

## 参照
- 治験ナビ−治験・医薬用語集＜ドラッグマスターファイル＞